# Le Ménil-Guyon
Le Ménil-Guyon là một xã của tỉnh Orne, thuộc vùng hành chính Normandie miền tây bắc nước Pháp.